# Anna Zamboni
Pour les articles homonymes, voir Zamboni (homonymie).
Anna Zamboni, née le 27 septembre 1951 à Campofilone dans la région des Marches, est une mannequin italienne, lauréate du concours Miss Italie en 1969.

## Biographie
Née à Campofilone dans la région des Marches, Anna Zamboni est couronnée Miss Italie à Salsomaggiore Terme en 1969. C'est la deuxième miss de cette région élue, après Mariella Giampieri (it) en 1949. Elle travaille par la suite comme mannequin.

## Prix et distinctions
- Miss Italie 1969.